# 上野栄三
上野 栄三（うえの えいぞう、1949年7月10日 - 2012年10月28日）は、日本語教育を専門とする教育者。国際交流基金上級専門家など。

## 人物
アジア各国における日本語教育に関わり、訪日した看護師や介護士のための日本語教育にも関わった。

## 役職
- 在韓国日本大使館日本語講座主任講師
- バンコク日本文化センター主任講師
- マラヤ大学学部予備教育課程日本語学科長
- 王立プノンペン大学上級専門家
- EPA看護師・介護福祉士候補者現地日本語研修フィリピン教務主任

## 論文
- 2002 タイにおける日本語教育活動の概況 Ⅰ ─日本語教師現職者研修の概況─ 日本語教育学会調査研究報告書 『海外における日本語教育活動の概況現職者研修活動および学校外教育活動を中心にして』

## 口頭発表
- 「日本語教師と化学教師によるチームティーチングの実践的研究」

## エピソード
温厚な性格で知られていたが、本人は自分について「泣く子も黙る鬼の上野」と基金の「現場から」シリーズ（2003）に書いている。